# امین امینی
امین امینی یا امین کردوانی (زاده ۱۳۰۹ – درگذشته ۱۳۸۳) کارگردان، فیلم‌نامه‌نویس، تهیه‌کننده، تدوین‌گر و هنرپیشه کلیمی اهل ایران بود.

## بازیگر
- بت (۱۳۵۵)
- شاهرگ (۱۳۵۴)
- عمو فوتبالی (۱۳۵۴)
- سر گروهبان (۱۳۵۱)
- مردان خلیج (۱۳۵۱)
- نقره داغ (۱۳۵۰)
- آینه زمان (۱۳۴۹)
- کوچه مردها (۱۳۴۹)
- سرود زندگی (۱۳۴۸)
- چهار درویش (۱۳۴۷)
- گذشت بزرگ (۱۳۴۶)
- ده سایه خطرناک (۱۳۴۴)
- مرد ده میلیون تومانی (۱۳۴۴)
- دختر ولگرد (۱۳۴۳)
- پنجه (۱۳۴۱)
- سایه (۱۳۳۸)
- فرزند گمراه (۱۳۳۴)

## کارگردان
- بهرام شیردل (۱۳۴۷)
- چهار درویش (۱۳۴۷)
- ریکاردو (۱۳۴۷)
- پسران علاءالدین (۱۳۴۶)
- علی بابا و چهل دزد (۱۳۴۶)
- سه بمب آتشین (۱۳۴۵)
- سه قهرمان (۱۳۴۵)
- ده سایه خطرناک (۱۳۴۴)
- مرد ده میلیون تومانی (۱۳۴۴)
- دختران با معرفت (۱۳۴۳)
- آقای هفت رنگ (۱۳۴۲)
- پنجه (۱۳۴۱)
- خداداد (۱۳۴۱)
- بچه ننه (۱۳۳۹)
- آقا جنی شده (۱۳۳۸)
- سایه (۱۳۳۸)
- آقای اسکناس (۱۳۳۷)
- مادموازل خاله (۱۳۳۶)
- فرزند گمراه (۱۳۳۴)
- میلیونر (۱۳۳۳)

## نویسنده
- چهار درویش (۱۳۴۷)
- پسران علاءالدین (۱۳۴۶)
- دختران با معرفت (۱۳۴۳)
- آقای هفت رنگ (۱۳۴۲)
- پنجه (۱۳۴۱)
- خداداد (۱۳۴۱)
- بچه ننه (۱۳۳۹)
- آقا جنی شده (۱۳۳۸)
- سایه (۱۳۳۸)
- آقای اسکناس (۱۳۳۷)
- مادموازل خاله (۱۳۳۶)
- فرزند گمراه (۱۳۳۴)

## تهیه‌کننده
- علی کنکوری (۱۳۵۲)
- پسران علاءالدین (۱۳۴۶)

## تدوین
- ده سایه خطرناک (۱۳۴۴)
- مرد ده میلیون تومانی (۱۳۴۴)
- دختران با معرفت (۱۳۴۳)
- آقای هفت رنگ (۱۳۴۲)
- پنجه (۱۳۴۱)
- خداداد (۱۳۴۱)
- گل گمشده (۱۳۴۱)